# Camille de Renesse

Camille de Renesse

Camille Maximilien Frédéric de Renesse-Breidbach (* 9. Juli 1836 in Brüssel; † 12. Juni 1904 in Nizza) war ein belgischer Graf, Pionier, Unternehmer und Autor.
Graf de Renesse entstammte einer Grafenfamilie belgischen Adels und wurde 1836 in Brüssel geboren. Am 10. November 1868 heiratete er die Gräfin Malvina de Kerkove von Deterghem. 

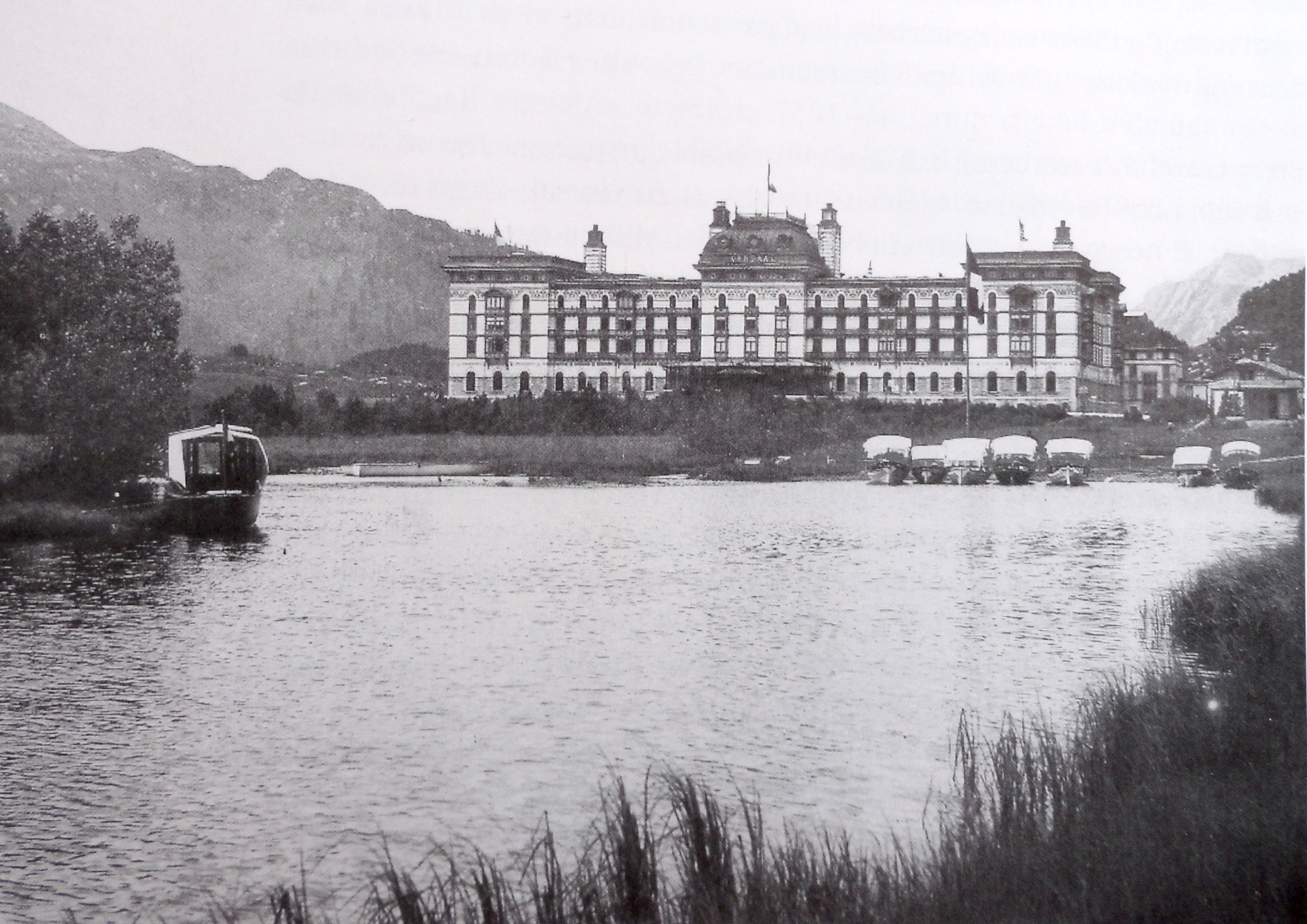
Hôtel Kursaal de la Maloja um 1900

Als Graf de Renesse 1880 zur Erholung im Engadin weilte, entstand seine Vision, eine riesige Hotelanlage mit Grand Hotel, Bädern und Golfplätzen für die europäische Aristokratie zu erbauen. Er kaufte sich daraufhin in Maloja 140 Hektar Land am Silsersee. Zwischen 1882 und 1884 ließ er seinen Traum mit dem Bau des Hôtel Kursaal de la Maloja (heute Maloja Palace) verwirklichen. Da jedoch nur wenige Tage nach Eröffnung in Italien eine Cholera-Epidemie ausbrach und die Grenzen geschlossen wurden, musste Graf de Renesse noch im selben Jahr Konkurs anmelden. Zudem starb seine Frau im Herbst 1884 in Basel an einem Fettherz.

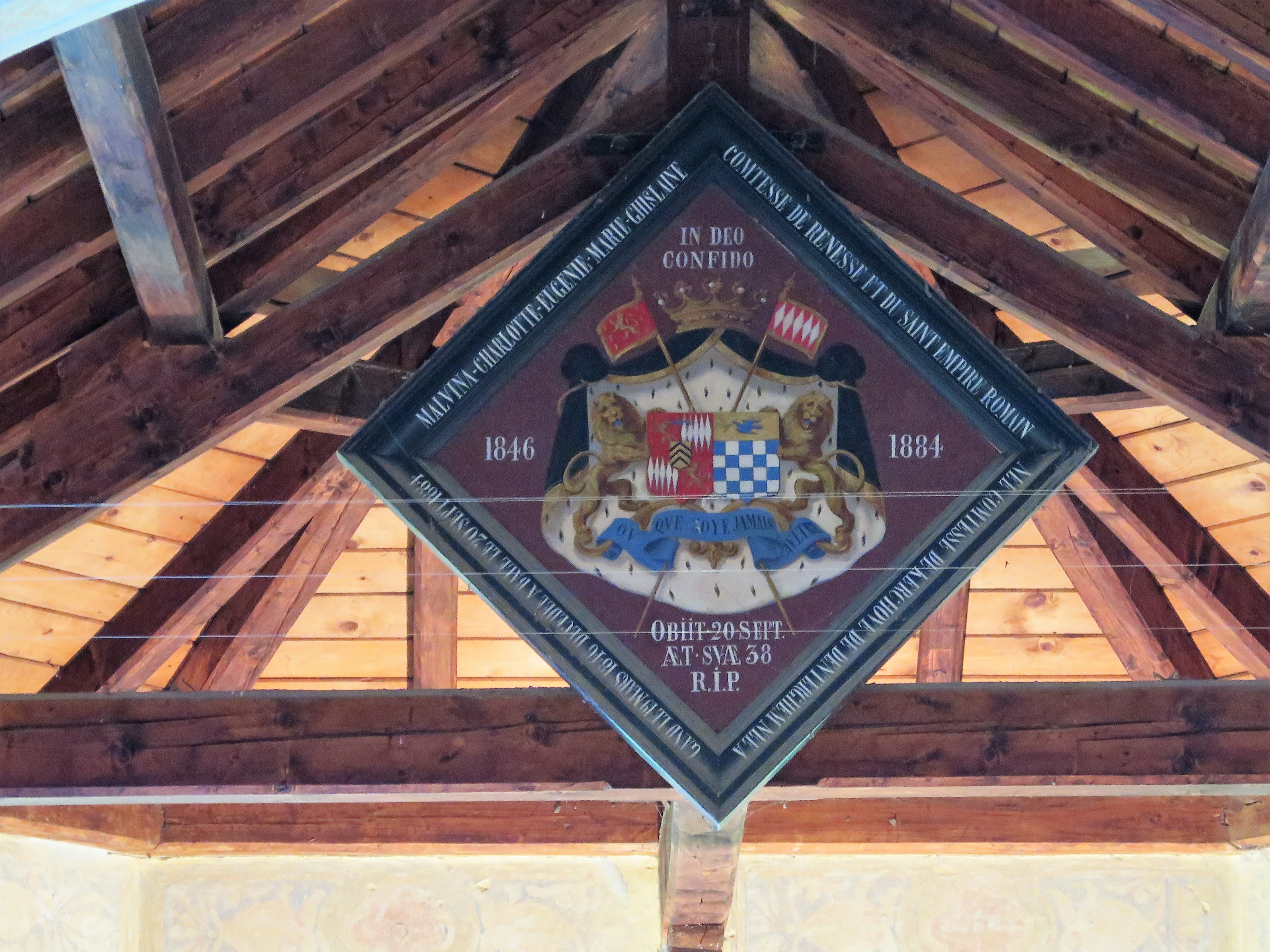
Totenschild der Gräfin Malvina de Renesse in der Chiesa bianca, Maloja

Lange Zeit ging in der Folge das Gerücht um, Graf de Renesse habe sich im Champagnerrausch von seinem Wohnsitz, dem Turm Belvedere oberhalb des Hotels, ins Bergell hinuntergestürzt; er lebte jedoch bis 1904 in Nizza, wo er christliche Literatur verfasste.